# 湯清
湯清（1418年—？），字汝正，江西吉安府永新縣人，民籍，明朝政治人物。進士出身。

## 生平
景泰四年（1453年）癸酉科江西鄉試第一百八十八名。景泰五年（1454年）甲戌科會試第二百七十八名，殿試登進士第三甲第四十八名。历官刑部主事、员外郎，成化二年正月升湖广按察司佥事。

## 家族
曾祖父湯玄玉。祖父湯東寅。父亲湯恂如。